# Seznam beneških admiralov
Seznam beneških admiralov.

## A
- Bartolomeo d'Alviano

## D
- Enrico Dandolo
- Iacobo Dandolo

## G
- Orsato Giustiniani

## L
- Pietro Loredan

## M
- Tommaso Mocenigo

## P
- Benedeto Pesaro
- Niccolò Pisani
- Vettor Pisani

## Z
- Carlo Zeno